# Yahya Ayyasch
Yahya Ayyasch, auch Jehija Ajasch (arabisch يحيى عبد اللطيف عياش, DMG Yaḥyā ʿAbd al-Laṭīf ʿAiyāš; Pseudonym المهندس / al-muhandis / ‚der Ingenieur‘; * 6. März 1966 in Rafat, Westjordanland; † 5. Januar 1996 in Gaza, Gazastreifen), war ein palästinensischer Terrorist, der für den Tod von über 50 Menschen verantwortlich war und vom israelischen Inlandsgeheimdienst Schin Bet getötet wurde. Er war unter dem Übernamen „der Ingenieur“ bekannt.

## Leben

### Studium
Nach dem Abschluss der Schule im Jahre 1985 begann er 1987 an der Universität Bir Zait ein Elektrotechnikstudium. 1991 schloss er das Studium mit einem Bachelor ab. Danach wollte er in Jordanien seinen Master-Abschluss machen, jedoch wurde ihm seine Ausreise hierzu von den israelischen Behörden verweigert. Zu dieser Zeit schloss er sich der Terrororganisation Hamas an.

### Bombenherstellung für die Hamas
Ayyasch stellte zahlreiche Bomben her, die bei Anschlägen der Hamas zur Explosion gebracht wurden:
- 16. April 1993: Autobombenanschlag auf zwei Busse am Rastplatz Mehola nahe dem Jordantal; 2 Tote
- 6. April 1994: Autobombenanschlag auf einen Bus bei Afula: 8 Tote
- 13. April 1994: Bombenanschlag auf den Bus Chadera-Tel Aviv: 5 Tote
- 19. Oktober 1994: Bombenanschlag auf einen Linienbus auf der Dizengoffstraße in Tel Aviv: 22 Tote
- 9. April 1995: Bombenanschlag auf Bus bei Kfar Darom: 8 Tote
- 24. Juli 1995: Bombenanschlag auf Bus bei Ramat Gan: 6 Tote
- 21. August 1995: Bombenanschlag auf Bus bei Ramat Eschkol: 5 Tote

### Tod
Schimon Peres gab auf Anraten seiner Experten die Anweisung zu seiner Tötung, um in der Zeit des Wahlkampfs Anschläge zu vermeiden. Am 5. Januar 1996 explodierte während des Telefonierens ein mit 15 Gramm RDX (Plastiksprengstoff) präpariertes Mobiltelefon, welches Ayyasch vom Geheimdienst Schin Bet zugespielt worden war. Für Peres zahlte sich die Entscheidung politisch nicht aus, da Hamas im Februar und März 1996 in Anschlägen 72 Israelis tötete, was laut dem Politologen Samy Cohen zu seiner knappen Wahlniederlage im Mai 1996 gegen Benjamin Netanjahu beigetragen hat. Im Jahr 2012 bestätigte Carmi Gillon, der frühere Direktor von Schin Bet, in einer Fernsehdokumentation Israels Urheberschaft.